# Рейс Singapore Airlines 23/24
Рейс SQ 23/24 — найдовший регулярний комерційний безпосадковий авіарейс у світі. Це щоденний рейс авіалінії «Singapore Airlines» між аеропортами Ньюарк (EWR) і Чанґі (SIN). Відстань між ними по великому колу становить 15 344 км, але фактично літак долає близько 17 тисяч кілометрів, оскільки не летить прямим (географічно «оптимальним») маршрутом, що проходив би через Арктику.
Переліт з Ньюарку да Сінгапуру (SQ 23) відбувається через Атлантику та Євразію і триває 18 год. 40 хв., а рейс зі Сінгапуру до Ньюарку (SQ 24) через Тихий океан і Америку — 18 год. 05 хв.
Маршрут обслуговує літак Airbus A350-900ULR.

## Визначення «найдовшого прямого комерційного рейсу»

Порівняння найкоротшого маршруту Токіо — Сан-Франциско та фактичного з урахуванням висотних течій

Для універсальності визначення відстаней між різними точками земної кулі використовують метод великого кола (аналог прямої лінії на площині). Це виключає суб'єктивні чинники та кривизну фактичного шляху, адже переважно міжконтинентальні авіарейси літають не за найкоротшим маршрутом, а за тим, який враховує клімат, повітряні потоки й можливість використання повітряного простору окремих держав.
Рейс SQ 23/24 — це найдовший регулярний комерційний безпосадковий авіарейс. Це означає, що можуть бути приватні, державні, гуманітарні, вантажні чи одноразові перельоти за довшим маршрутом, але на них не продають квитки. Також у це визначення входить обов'язкова подорож без дозаправки, адже багато далекомагістральних рейсів використовують проміжні аеропорти для поповнення запасу пального. Наприклад, «Singapore Airlines» має також прямий рейс Нью-Йорк — Сінгапур, але він на кілька годин довший, бо включає в себе 2-годинну дозаправку літака у Франкфурті.

## Історія

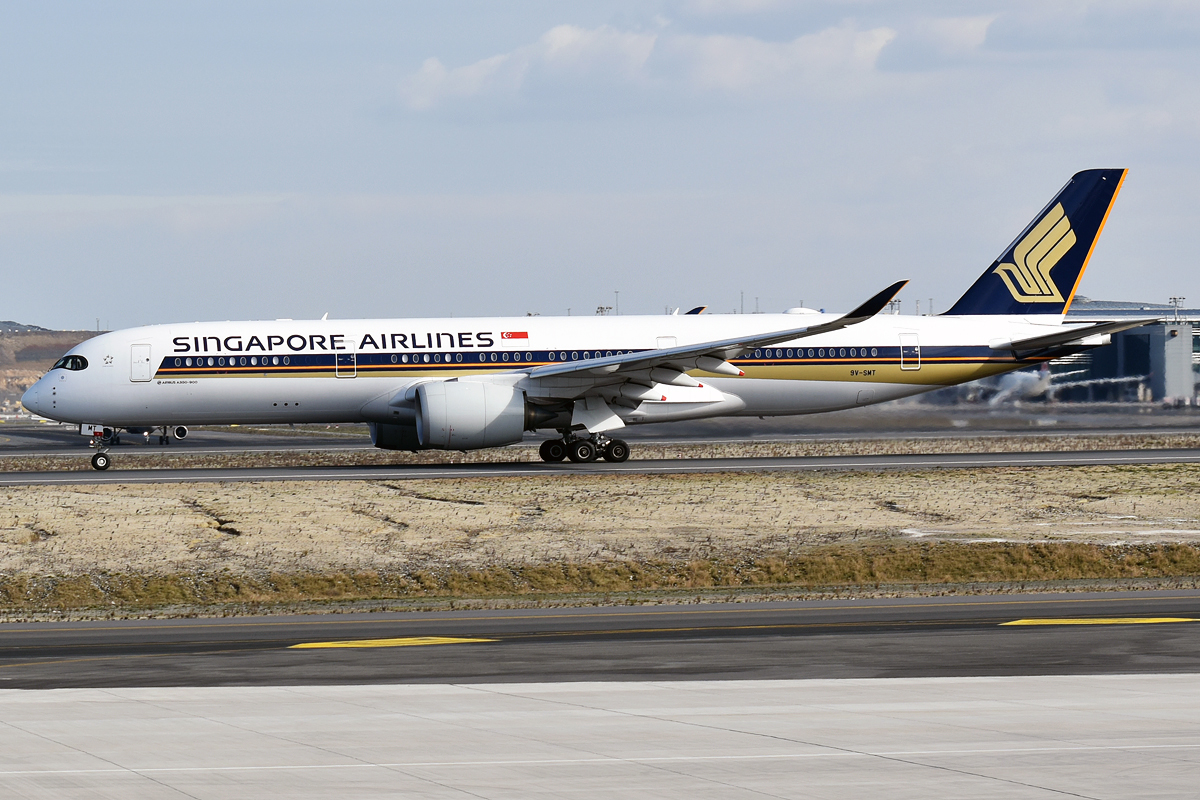
Маршрут обслуговує Airbus A350-900ULR

Перший прямий безпосадковий рейс Сінгапур — Нью-Йорк лінії «Singapore Airlines» відбувся 2004 року. Екіпаж літака Airbus A340-500 складався з 20 осіб: 14 стюардів і 6 пілотів та інженерів. За оцінками, рейс споживає 222 тисячі літрів пального. Захисники довкілля висловили побоювання, що споживання пального буде навіть більшим, ніж під час рейсу з дозаправкою, оскільки на прямому рейсі літак із повним баком палива важчий, тому потрібно споживати більше енергії під час зльоту та набирання швидкості. Лікарі зазначали, що чим довший безпосередній переліт, тим більше навантаження на серце та органи дихання, а також звертали увагу на потребу кращої вентиляції та очищення повітря для уникнешшя поширення вірусних інфекцій
2013 року «Singapore Airlines» закрили безпосадковий маршрут, залишивши рейс із дозаправкою у Франкфурті. 2015 року оголошено про відновлення безпосадкового рейсу в наступні роки з використанням нового Airbus A350-900ULR (абревіатура від «Ultra Long Range»), що перебував на стадії конструювання. Сінгапурські авіалінії стали першим замовником цієї моделі, розрахованої на наддовгі польоти, замовивши 7 літаків.
Рейс відновлено 2018 року. Особливістю рейсу стала відсутність звичайного економ-класу. Авіалінія пропонувала 67 місць у бізнес-класі та 94 — у преміум-економ.
До 2020 року маршрути мали номери SQ 21 і SQ 22, після початку епідемії COVID-19 тимчасово припинені, відновлені 2021 року під номерами SQ 23 і SQ 24.